# Italispidea chaprapense
Italispidea chaprapense är en tvåvingeart som först beskrevs av Townsend 1927.  Italispidea chaprapense ingår i släktet Italispidea och familjen parasitflugor.
Artens utbredningsområde är Peru. Inga underarter finns listade i Catalogue of Life.